# Celera Genomics
A Celera Genomics céget 1998 májusában alapította a Perkin-Elmer Corporation (most Applera Corporation). Első elnöke dr. J. Craig Venter lett a The Institute for Genomic Research-ből (TIGR). Még a TIGR-nél Venter és a Nobel-díjas Hamilton O. Smith vezették azt a kutatócsoportot, amely először végezte el egy organizmus, a Haemophylus influenzae teljes genomjának szekvenálását. A Celera-t a genomika, ezáltal a biológia fejlődésének előmozdításáért hozták létre.
A Celera Genomics kutatói voltak képesek először a shotgun (sörétespuska) technikát alkalmazni nagy eukarióta genomokra is. Ezt a módszert már alkalmazták kisebb prokarióta genomokra, úgy mint baktériumokra és archaebaktériumokra. A Human Genom Project esetében a klónról klónra szekvenálás mellett döntöttek, mely lassabb volt ugyan, de biztonságosabb is. A Celera megszekvenálta a humán genomot kb. 3 milliárd US dollárból (az adófizetőkéből, hiszen egy része állami fedezet volt), és kb. 300 millió US dollárból, ami magántőkésektől származott. Azonban 2001-ben, mikor elkészültek, publikálták, sőt összevetették adataikat a közben állami forrásból működő másik project eredményeivel, elérhetővé téve ezzel mindenkinek. Azonban a Celera előnyt tudott kovácsolni a majdnem 10 évnyi magántőke finanszírozásból, mivel a legtöbben a Celera-t tekintik a humán genom első megszekvenálójának. A shotgun stratégiájuk pedig nagy mértékben megkönnyítette a további kutatásokat e téren. 
Kritikák érték a céget, hogy visszatart bizonyos kereskedelmi célokra szánt szekvenciákat, miközben ezeknek az információknak bárki számára elérhetőnek kell lenniük. Erre válaszolva a Celera elérhetővé tette a szekvenciaadatokat nem kereskedelmi célokra is, de az egy kutató által letölthető adatmennyiséget korlátozza. 
A Celera emelkedése és bukása jelenik meg James Shreeve The Genome Wall című könyvében, melyet az után írt meg, hogy két éven át követte Craig Ventert a kutatások alatt. A közérdeket figyelembe vevő művet pedig a Nobel-díjas Sir John Sulston írta meg The Common Thread: A Story of Science, Politics, Ethics and the Human Genome címmel.

## A Celera Genomics által megszekvenált genomok
Eukarióták:
- Drosophila melanogaster (gyümölcslégy)
- Humán genom
- Egér genom